# День Державного прапора Таджикистану

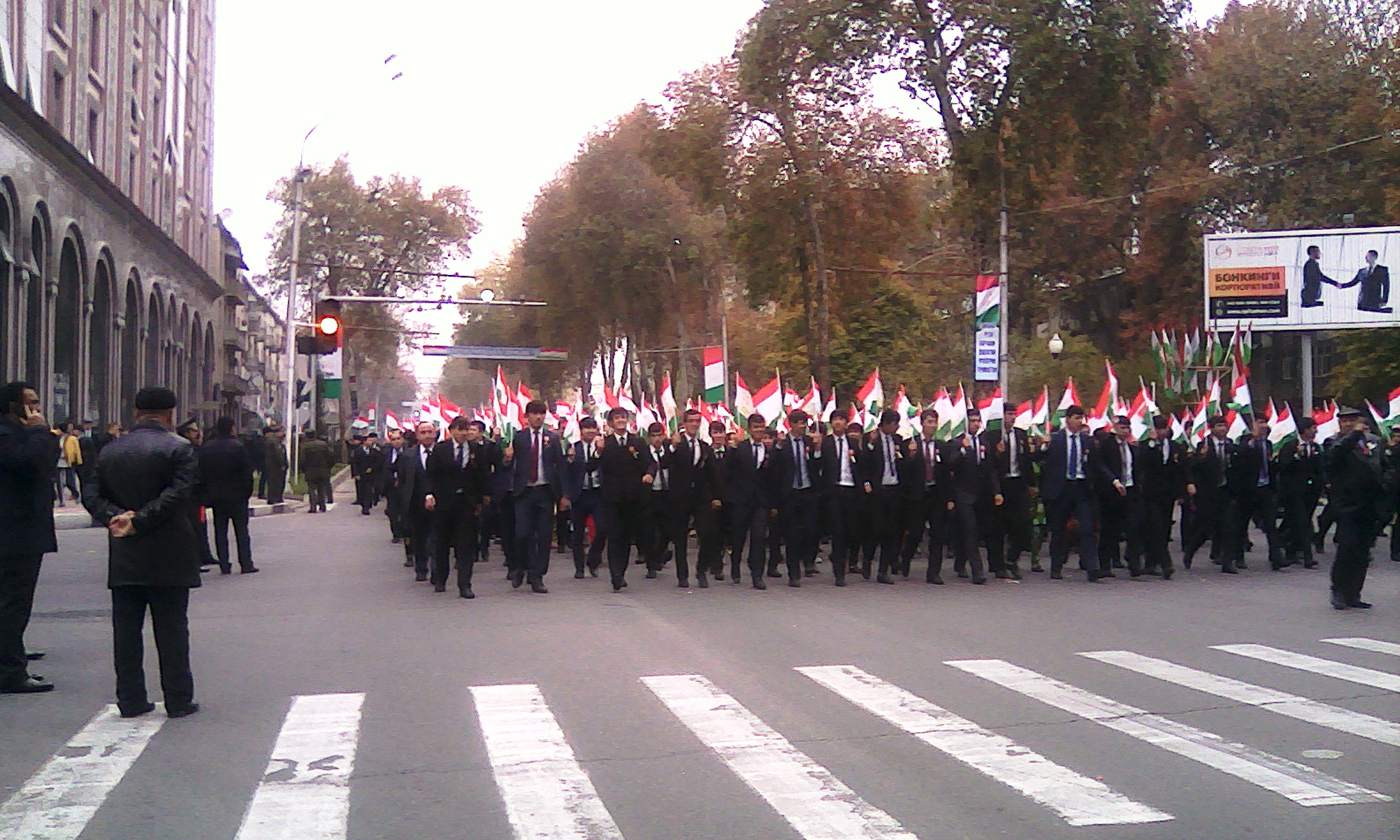
День прапору Таджикистану у 2015

Прапор Таджикистану біля Палацу націй, Душанбе

День Державного Прапора Таджикистану — одне з офіційно встановлених свят Таджикистану; встановлено 24 листопада 2009 року указом президента Таджикистану і відзначається 24 листопада.

## Святкування Дня прапора
У Таджикистані широко відзначають День Державного Прапора Таджикистану. По всій країні в державних установах та вулицях вивішуються прапори. Святкові заходи — урочиста хода трудових колективів та молоді спортивні змагання та концерти цього дня відбуваються у столиці, обласних центрах та містах країни.

## Головний прапор Таджикистану
24 листопада в Душанбе проводиться церемонія офіційного підняття Головного прапора Таджикистану, на площі біля найвищого флагштока у світі з Головним прапором країни, в якому беруть участь представники громадськості та молодь, проводиться концерт зірок таджицької естради.